# Grip It! On That Other Level
| Críticas profissionais | Críticas profissionais |
| Avaliações da crítica  | Avaliações da crítica  |
| Fonte                  | Avaliação              |
| ---------------------- | ---------------------- |
| Allmusic               | [ 1 ]                  |
| The Source             | [ 2 ]                  |

Grip It! On That Other Level é o segundo álbum do grupo de hip hop Geto Boys, na época conhecido como Ghetto Boys. Depois dos resultados desapontantes do álbum de estreia do grupo, Making Trouble, Rap-A-Lot Records substituiu dois dos membros originais Sire Jukebox e Prince Johnny C por Akshen e Willie D, que se juntaram aos membros restantes Bushwick Bill e DJ Ready Red. O álbum apresenta o single "Do It Like a G.O.", assim como as populares "Mind of a Lunatic", "Size Ain't Shit" e "Gangsta of Love". "Do It Like a G.O." também foi lançada no álbum Controversy de Willie D, com Sire Jukebox e Prince Johnny C no lugar de Scarface e Bushwick Bill.
Desde seu lançamento em 1989, Grip It! On That Other Level chegou ao número 166 na parada Billboard 200 e número 19 na parada Top R&B/Hip-Hop Albums. Grip It! foi considerado o primeiro grande sucesso do grupo, já que lhes deu exposição nacional e chegou a vender 500,000 cópias. Também chamou a atenção do super produtor Rick Rubin, que remixou dez das doze faixas para o álbum The Geto Boys, lançado em 1990. O álbum causou controvérsia por causa do conteúdo violento e misógino. A atenção cresceu com o lançamento do álbum remixado, que viu grupos ativistas tentarem sem sucesso banir o álbum. O álbum foi um dos pioneiros do estilo de hip hop horrorcore com canções como "Mind of a Lunatic" e "Trigga-Happy Nigga".
Em 1998, foi selecionado como um dos The Source's 100 Best Rap Albums e também foi concedido a nota de 5 microfones.

## Faixas
| #  | Título                              | Produtor(es)                          | Cantor (es)                                     |
| -- | ----------------------------------- | ------------------------------------- | ----------------------------------------------- |
| 1  | "Do It Like a G.O."                 | DJ Ready Red, Doug King (co-producer) | Bushwick Bill, Willie D, Scarface, DJ Ready Red |
| 2  | "Gangsta of Love"                   | Prince Johnny C                       | Willie D, Scarface                              |
| 3  | "Talkin' Loud Ain't Saying Nothin'" | DJ Ready Red                          | Scarface, Bushwick Bill, Willie D               |
| 4  | "Read These Nikes"                  | DJ Ready Red                          | Willie D                                        |
| 5  | "Size Ain't Shit"                   | DJ Ready Red                          | Bushwick Bill                                   |
| 6  | "Seek and Destroy"                  | DJ Ready Red                          | Scarface                                        |
| 7  | "No Sellout"                        | DJ Ready Red                          | Willie D, Scarface                              |
| 8  | "Let a Ho Be a Ho"                  | DJ Ready Red                          | Willie D                                        |
| 9  | "Scarface"                          | DJ Ready Red & John Bido              | Scarface                                        |
| 10 | "Life in the Fast Lane"             | DJ Ready Red                          | Scarface                                        |
| 11 | "Trigga-Happy Nigga"                | DJ Ready Red                          | Scarface, Bushwick Bill, Willie D               |
| 12 | "Mind of a Lunatic"                 | DJ Ready Red, Doug King & John Bido   | Bushwick Bill, Scarface, Willie D               |

## Créditos
- Brad "Scarface" / "Akshen" Jordan - intérprete
- William "Willie D" Dennis - intérprete
- Richard "Bushwick Bill" Shaw - intérprete
- Collins "DJ Ready Red" Leysath - produtor
- John Bido - produtor
- Doug King - produtor
- Prince Johny C - produtor
- J. Smith - produtor
- James Prince - produtor executivo
- Clifford Blodget - engenheiro, produtor executivo
- Billy Roberts - fotografia

## Posições nas paradas
| Parada (1989)          | Melhor posição |
| ---------------------- | -------------- |
| Billboard 200          | 166            |
| Top R&B/Hip Hop Albums | 19             |